# کریستین بلومنفلت
کریستین بلومنفلت (انگلیسی: Kristian Blummenfelt؛ زادهٔ february ۱۴, ۱۹۹۴ (۳۱ سال)) ورزشکار ورزش سه‌گانه اهل نروژ است.
وی در مسابقات کشوری و بین‌المللی در مجموع برندهٔ ۱ مدال برنز شده‌است.